# Zagreb Open 2002
Lo Zagreb Open 2002 è stato un torneo di tennis facente parte della categoria ATP Challenger Series nell'ambito dell'ATP Challenger Series 2002. Il torneo si è giocato a Zagabria in Croazia dal 13 al 19 maggio 2002 su campi in terra rossa.

## Vincitori

### Singolare
Luis Horna ha battuto in finale  Dominik Hrbatý con il punteggio di 6–2, 6–1

### Doppio
Dick Norman /  Tom Vanhoudt hanno battuto in finale  Jordan Kerr /  Grant Silcock con il punteggio di 6–3, 4–6, 6–3